# Eddie Plank
Pour les articles homonymes, voir Plank.
Edward Stewart Plank (31 août, 1875 - 24 février, 1926) était un lanceur de la Ligue majeure de baseball pendant le XIXe siècle. Il fut le premier gaucher à gagner 200 parties, puis 300 parties, enregistrant sa 300e victoire en 1915. Il a passé 14 de ses 17 saisons avec les Athletics de Philadelphie, y gagnant 284 parties pour 162 défaites. Ses 305 victoires dans la Ligue américaine reste toujours le meilleur total par un gaucher, et ses 326 victoires était le meilleur total dans la Ligue américaine jusqu'il fut dépassé par Walter Johnson. 